# 소포 (세포)

소포의 구조

소포(小胞, 영어: vesicle) 또는 소낭(小囊)은 적어도 한 겹의 지방 이중층으로 싸여서 세포질과 구분되어 있는 상대적으로 작으며, 독립된 영역을 지닌 세포소기관이다. 소포는 세포의 생산물, 부산물, 배설물 등을 저장하고, 운송하며, 소화한다.
소포를 감싸고 있는 막은 세포를 감싸는 세포막과 구성이 동일하다. 소포를 감싸는 막이 존재하기 때문에, 소포내 환경이 세포질의 환경과 서로 다른채 유지될 수 있다. 소포는 물질대사, 운송, 효소 저장, 화학반응 장소등을 위한 세포의 기본 도구이다. 많은 소포는 골지장치에서 형성되지만, 소포체에서도 만들어지기도 하며, 또한 세포막의 일부로부터도 만들어진다.

## 소포의 종류
- 운반 소포는 세포내에서 분자를 이동시켜준다. 조면소포체에서 골지장치로 단백질 수송이 그 예이다.
- 뉴런의 시냅스 이전 단말에 위치한 시냅스 소포는 신경전달물질을 저장한다.
- 리소좀(세포막으로 싸여있는 소화 소포)는 endocytic 소포에 의해 세포 내부로 가져들어온 거대 분자를 소화(작은 부분으로 나누는 일)시킬 수 있다.
- 기질소포는 뼈, 연골, 상아질을 비롯한 여러 조직의 석회화에 관여하는 세포 기반의 미세구조이다. 일반적인 석회화 과정 동안, 칼슘과 인산염이 세포내로 대량으로 유입되며, 이는 세포의 사멸 및 기질소포의 형성을 유발한다. 칼슘 유입은 또한 포스파티딜세린:칼슘:인산염 복합체가 아넥신이라는 단백질에 의해 세포막 내부에 형성되도록 한다. 기질소포는 세포간 기질과의 상호작용이 일어나는 곳의 세포막으로부터 솟아나서, 이후 세포간 기질에 석회화의 핵을 이루는 칼슘, 인산염, 지질, 아넥신 등을 전달한다. 이러한 과정은 뼈 생성시, 적당한 장소와 시간에 석회화를 일으키게 해준다.

## 같이 보기
- 미셀(Micelle)